# Пулозеро (озеро)
Пуло́зеро (рос. Пулозеро) — невелике льодовикове озеро на Кольському півострові, знаходиться на території Кольського району Мурманської області, Росія.
Озеро має видовжену з півночі на південь форму, вузьку, що розширюється поступово на північ. Береги порізані, має дрібні затоки. На півдні та на сході у берег вдаються дві значні за розмірами затоки, найбільша з яких Салма. Саме до неї впадають найбільші притоки озера — річки Орловка та Валма. На півночі до озера впадає річка Ворона. Через озеро протікає річка Кола, яка впадає до нього на крайньому півдні, а витікає на північному заході, тобто саме озеро є розширенням русла річки. До озера на північному сході впадає сусіднє озеро Мале Пулозеро.
Над озером розташовані селище Тайбола та село Пулозеро. По східному березі проходить залізниця, а через затоку Салма збудовано залізничний міст.